# Philodromus pygmaeus
Philodromus pygmaeus är en spindelart som beskrevs av Levy 1977. Philodromus pygmaeus ingår i släktet Philodromus och familjen snabblöparspindlar.
Artens utbredningsområde är Israel. Inga underarter finns listade i Catalogue of Life.